# Coulombs-en-Valois
Coulombs-en-Valois ist eine französische Gemeinde mit 579 Einwohnern (Stand: 1. Januar 2022) im Département Seine-et-Marne in der Region Île-de-France. Sie gehört zum Arrondissement Meaux und ist Teil des Kantons La Ferté-sous-Jouarre (bis 2015: Kanton Lizy-sur-Ourcq). 

## Geographie
Coulombs-en-Valois liegt etwa 20 Kilometer nordöstlich von Meaux und etwa 50 Kilometer ostnordöstlich von Paris. Der Fluss Clignon begrenzt die Gemeinde im Norden.

### Nachbargemeinden
Umgeben ist Coulombs-en-Valois von den Gemeinden Montigny-l’Allier im Norden und Nordwesten, Brumetz im Norden und Nordosten, Gandelu im Osten und Nordosten, Germigny-sous-Coulombs im Osten, Dhuisy im Südosten, Vendrest im Süden und Südwesten sowie Crouy-sur-Ourcq im Westen.

## Bevölkerungsentwicklung
| Jahr      | 1962 | 1968 | 1975 | 1982 | 1990 | 1999 | 2006 | 2012 |
| Einwohner | 293  | 357  | 339  | 396  | 482  | 563  | 586  | 626  |

## Sehenswürdigkeiten
- Kirche Saint-Martin, Glockenturm aus dem 17. Jahrhundert, Monument historique
- Kirche Saint-Pierre, Monument historique
- Mühle Vasset am Clignon aus dem 13. Jahrhundert
- Waschhäuser; siehe auch: Waschhaus (Vaux-sous-Coulombs)

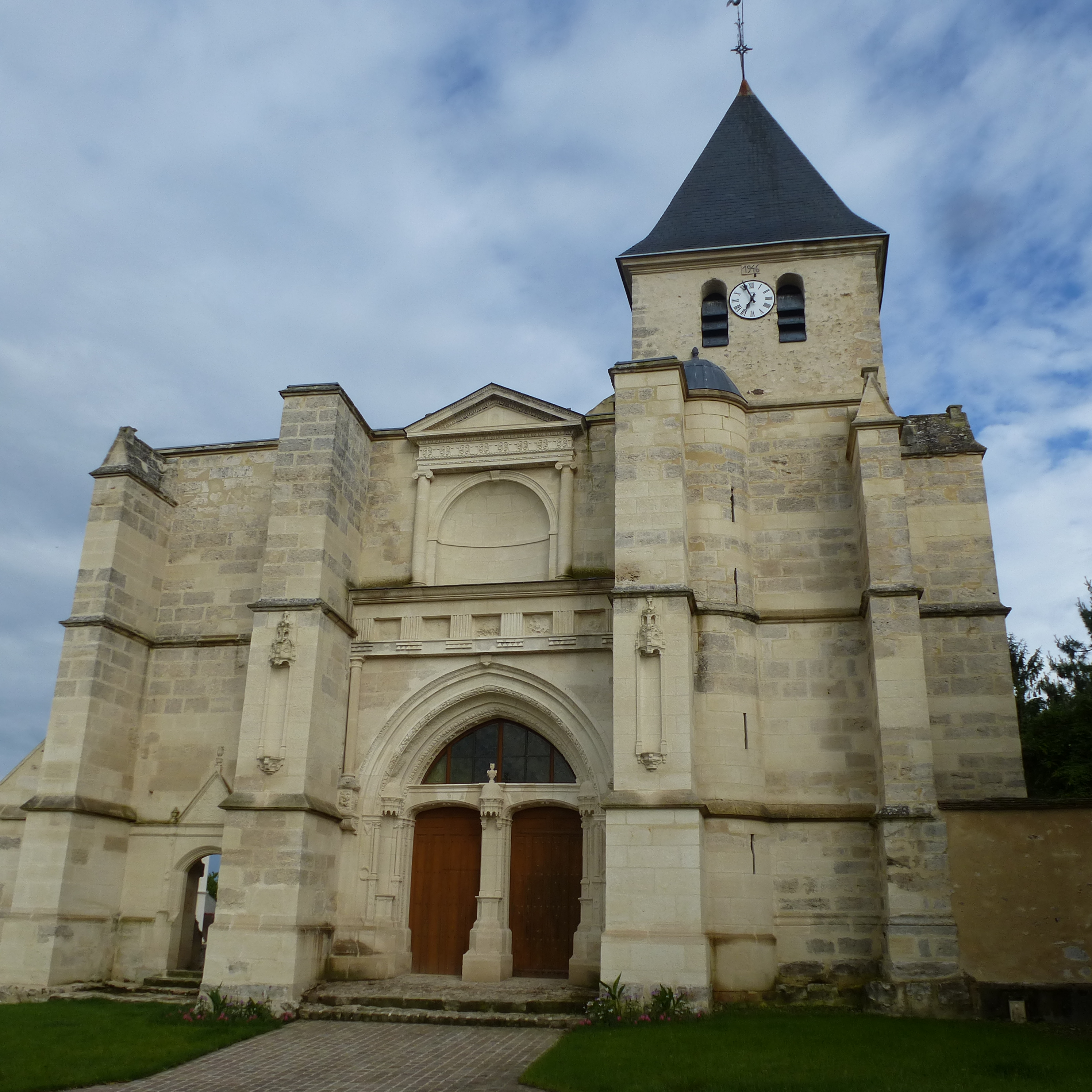
Kirche Saint-Martin